# Estación de Benacazón
Benacazón es una estación de ferrocarril situada en el municipio español homónimo, en la provincia de Sevilla, comunidad autónoma de Andalucía. Es el terminal oeste de la línea C-5 de la red de Cercanías Sevilla operada por Renfe. Cuenta también con servicios de media distancia.

## Situación ferroviaria
Se encuentra situada en el punto kilométrico 27,378 de la línea férrea de ancho ibérico Sevilla-Huelva, a 123 metros de altitud. Este trazado tenía como cabecera histórica la antigua estación de Sevilla-Plaza de Armas, siendo su actual cabecera la estación de mercancías de Sevilla-Majarabique.

## Historia
La estación fue abierta al tráfico el 15 de marzo de 1880 con la puesta en funcionamiento de la línea férrea Sevilla-Huelva. La compañía MZA fue la encargada de las obras. Si bien la concesión inicial no era suya, la adquirió a la Compañía de los Ferrocarriles de Sevilla a Huelva y a las Minas de Río Tinto en 1877 para poder extender su red hasta el oeste de Andalucía. En 1941, con la nacionalización del ferrocarril en España, MZA desapareció y fue integrada en la Red Nacional de los Ferrocarriles Españoles (RENFE). Desde enero de 2005 el ente Adif es la titular de las instalaciones.
El 28 de marzo de 2011, tras derribar el antiguo edificio y construir uno nuevo, fue integrada en la red de Cercanías Sevilla.

## La estación
La estación de Benacazón como todas las inauguradas de la red C-5 en el mismo año son modernas, amplias, diáfanas y totalmente accesibles para personas con movilidad reducida. Abarca unos 480 metros cuadrados. Posee de máquina de venta automática de billetes y venta de billetes manual (para trenes de Media Distancia), máquinas expendedoras y aseos (accesibles también para personas con movilidad reducida). Su fachada es de estilo ecléctico con zonas en rojo y blanco y grandes cristaleras. En el exterior se ha habilitado un aparcamiento de 75 plazas.
Además de la vía principal (vía 1), acceden a ella dos vías de apartados de 660 y 300 metros de longitud respectivamente que concluyen en toperas (vías 3 y 5). Entre una y otra vía de apartado se ha situado un andén de más de 6 metros de ancho y de 200 metros de longitud parcialmente cubierto por una marquesina. 

## Servicios ferroviarios

### Media distancia
Los trenes de media distancia que cubren el trayecto Sevilla-Huelva tienen parada en la estación desde junio de 2012. Es junto a Sevilla-San Justa la única estación de la línea C-5 con servicios de media distancia. 
| Línea MD | Trenes | Origen/Destino |  | Destino/Origen |
| -------- | ------ | -------------- |  | -------------- |
| 72       | MD     | Sevilla        |  | Huelva         |

### Cercanías
Forma parte de la línea C-5 de la red de Cercanías Sevilla, siendo su terminal oeste. La frecuencia media es de un tren cada 30-60 minutos.
| procedencia/destino | < estación | Línea | estación >        | destino/procedencia  |
| ------------------- | ---------- | ----- | ----------------- | -------------------- |
| Terminal            | Terminal   |       | Sanlúcar la Mayor | Jardines de Hércules |